# Кейп-Пойнт
Кейп-Пойнт или Каппюнт (Кейп) (африк. Kaappunt, англ. Cape Point) — мыс в ЮАР.
Кейп-Пойнт, наряду с мысом Доброй Надежды, является южной оконечностью Капского полуострова. Мыс расположен восточнее мыса Доброй Надежды и южнее Кейптауна. Административно относится к Западно-Капской провинции, находится на территории Заповедника Кейп-Пойнт.
Открыт в 1488 году вместе с мысом Доброй Надежды португальским мореплавателем Бартоломеу Диашем.
Береговая линия восточнее Кейп-Пойнта резко поворачивает на север, образуя залив Фолс-Бэй, на противоположном берегу которого находится посёлок Прингл-Бей.
На мысе расположены два маяка: первый был построен в 1857 году на самой высокой точке мыса на высоте 262 метра над уровнем моря, но оказался неэффективен, так как часто бывал скрыт облачностью.  Второй маяк был построен в 1914 году на высоте 87 метров.  Старый маяк служит центром мониторинга всех маяков Южной Африки.
От Кейп-Пойнта до Кейптауна проводится традиционный забег по пересечённой местности Peninsula Ultra Fun Run. Его длина — около 80 км, соревнование сочетает в себе элементы кросса и горного бега.